# Phlogophora interrupta
Espèce
Phlogophora interrupta est une espèce de Lépidoptères de la famille des Noctuidae.

## Répartition
Phlogophora interrupta est une espèce endémique des Açores, présente dans les îles de Flores, Faial, Terceira, Graciosa, São Jorge, Pico, São Miguel et Santa Maria.

## Plantes hôtes
La chenille consomme les feuilles des plantes des espèces Athyrium filix-femina, Blechnum spicant, Dryopteris aemula, Dryopteris affinis, Dryopteris carthusiana, Dryopteris crispifolia, Dryopteris filix-mas, Dryopteris intermedia subsp. azorica, Oreopteris limbosperma, Osmunda regalis, Woodwardia radicans.

## Classification
Le nom valide complet (avec auteur) de ce taxon est Phlogophora interrupta (Warren (en), 1905).
L'espèce a été initialement classée dans le genre Chutapha sous le protonyme Chutapha interrupta Hampson, 1908.
Phlogophora interrupta a pour synonymes :
- Brotolomia interrupta Warren, 1905
- Brotolomia periculosa interrupta Warren, 1905
- Chutapha interrupta Hampson, 1908
- Chutapha wollastoni interrupta Warren
- Phlogophora interrupta Warren, 1911
- Phlogophora jarmilae Saldaitis & Ivinskis, 2006